# Crista Nicole
Crista Nicole Wagner (Springfield, Ohio, 24 de julio de 1978) más conocida como Crista Nicole es una modelo y actriz norteamericana que fue playmate de mayo de 2001 de la revista playboy. Su centerfold fue fotografiado por Arny Freytag.